# EMAS (règlement européen)

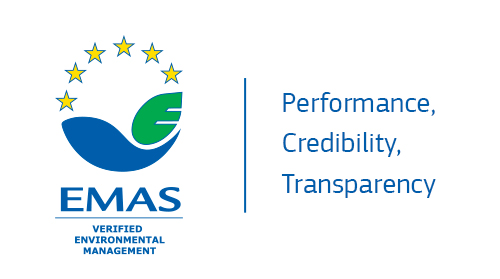
Le logo de la certification EMAS - The EU Eco-Management and Audit Scheme

Le règlement EMAS (« Eco Management and Audit Scheme »), ou SMEA en français (« Système de Management Environnemental et d'Audit »), ou encore éco-audit est un règlement européen créé en 1993 par l'Union européenne pour cadrer des démarches volontaires d'écomanagement utilisant un système de management de l'environnement (SME).
Adopté en mars 2001 selon le  règlement (CE) no 761/2001 et révisé en 2002 et 2004, il permet à toute entreprise, collectivité ou organisation le désirant, d'évaluer, améliorer et rendre compte de ses performances environnementales dans un système de management environnemental reconnu, standardisé et crédible. Toute entreprise déjà certifiée ISO 14001 obtient un certificat EMAS si elle publie une déclaration environnementale conforme aux critères de l'EMAS.
En France, 35 sites sont enregistrés EMAS au 1er décembre 2002.

## Principes
EMAS intègre explicitement et entièrement les exigences de la norme ISO 14001. 

Il s'en distingue tout de même par son principe de transparence obligatoire qui implique :
- la communication des objectifs fixés
- la communication des résultats obtenus (ex. réduction effective de la consommation d'énergie…)

selon une procédure décrite en annexe au règlement.
Une déclaration environnementale (transparente et non technique, pour être accessibles au public, sous format papier ou via l'Internet) doit être produite par le demandeur du label décrivant:
- la politique environnementale de l'entité
- les pistes de progrès environnementaux,
- la description du SME.

La déclaration contient obligatoirement :
- une description des activités de l'entreprise (pour le site ou le type de sites concerné(s)),
- une évaluation claire des problèmes et enjeux environnementaux liés aux activités décrites,
- un résumé chiffré des émissions de polluants, de la production de déchets, de la consommation de matières premières, d'énergie, d'eau et, le cas échéant, une analyse d'autres aspects environnementaux importants,
- une liste d'autres facteurs et indicateurs caractérisant les résultats environnementaux,
- une présentation de la politique, du programme et du système de management environnemental,
- la date prévue pour la présentation de la déclaration suivante
- le nom du vérificateur environnemental.

Pour cela, EMAS demande que l'on s'intéresse aux impacts et enjeux environnementaux ;
- des achats,
- du travail fait par les sous-traitants et fournisseurs
- des transports (en amont, en aval, sur site…)
- des produits ou services (= > écobilan)

...y compris au travers de leurs impacts directs ou indirects sur la biodiversité.

## Étapes
Selon la Commission européenne, les étapes sont les suivantes :
1- Prise de contact avec l'organisme compétent (la Chambre de commerce pour les entreprises françaises)
2- Réalisation d'une analyse environnementale. Les entreprises doivent établir un bilan complet des impacts et des résultats obtenus dans un certain nombre de domaines tels que ceux de l'eau, de l'air, du bruit, des déchets, des consommations d'énergie, etc.
3- Définition d'une politique environnementale (EMS) ainsi que d'un programme environnemental
4- Mise en place du système de gestion environnementale (EMS)
5- Réalisation d'un audit environnemental
6- Préparation du rapport et travail interne pour une amélioration continue
7- Vérification par un organisme agréé
8- Enregistrement

## Procédure
Un enregistrement EMAS est délivré au vu des résultats :
- d'un audit (externe) vérifiant le respect des étapes du SME ;
- de la vérification de la déclaration environnementale.

Ces deux étapes sont effectuées par un organisme de certification indépendant (et en France accrédité par le Comité Français d'accréditation (COFRAC).
Après cet enregistrement, le demandeur envoie son dossier au Comité EMAS (en France via l'ACFCI (Assemblée des Chambres de Commerce et d'Industrie) qui donne un avis sur le dossier. Le comité valide ou non l'enregistrement. Si le dossier est validé, le J.O.U.E. (Journal Officiel de l'Union Européenne) publie les coordonnées de l'entreprise qui peut se prévaloir de l'EMAS en apposant le logo « EMAS, management environnemental vérifié » sur ses documents (mais non sur ses produits ni leur conditionnement).
L'enregistrement est valable 3 ans durant lesquels 2 audits de suivi seront réalisés, ainsi qu'un audit de fin de cycle la 3e année pour, le cas échéant, renouveler l'enregistrement.

## Coûts
Selon les CCI, le coût de la procédure d'enregistrement EMAS varie de 3 500 à 6 000 € pour une entité déjà certifiée ISO 14001 contre 6 000 à 9 000 € (en 2005) pour une entreprise sans SME certifié.